# کالج نورت‌وست ویستا
کالج نورت وست ویستا (به انگلیسی: Northwest Vista College) یکی از کالج‌های چهار ساله ایالت تگزاس در ایالات متحده آمریکا می‌باشد.
این کالج در سال ۱۹۹۵ تأسیس گشت و تا مقطع کارشناسی مدارج ارائه می‌دهد.
این کالج که در شهر سن آنتونیو قرار دارد در سال ۲۰۰۹ بیش از ۱۵۰۰۰ دانشجو ثبت نام بعمل آورد.

## نگارخانه

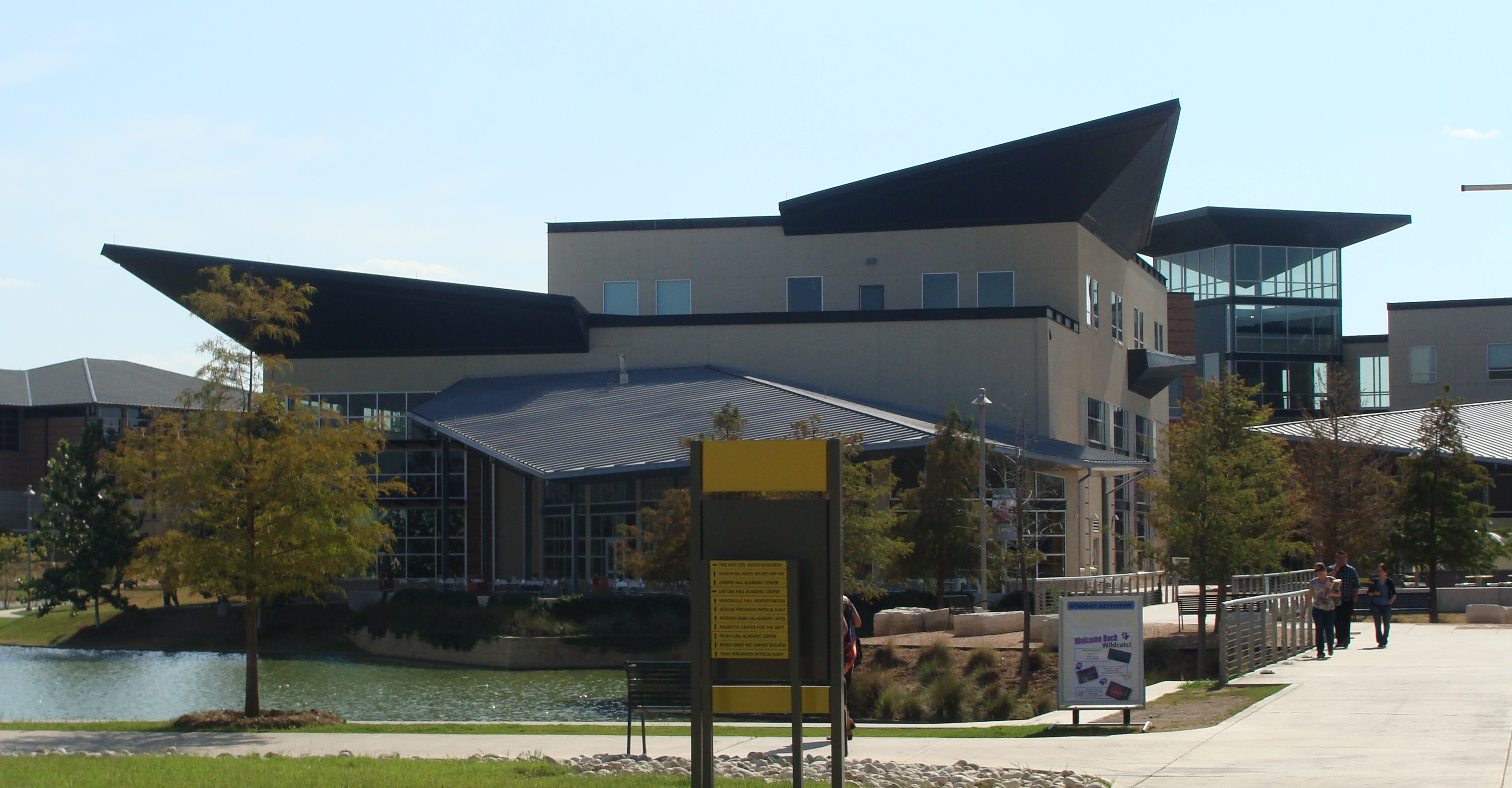
مرکز آموزشی ردباد
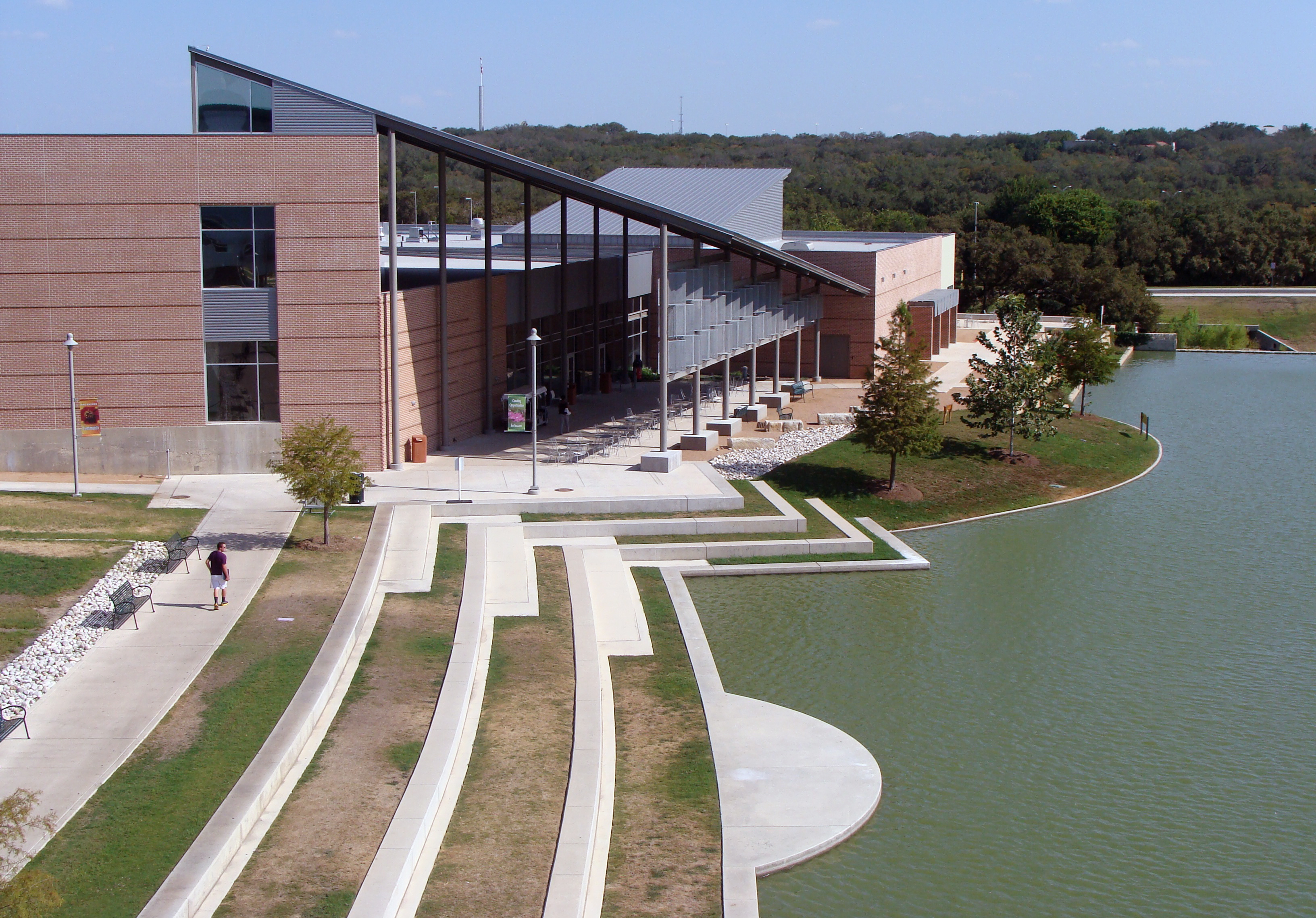
سلف سرویس مرکزی
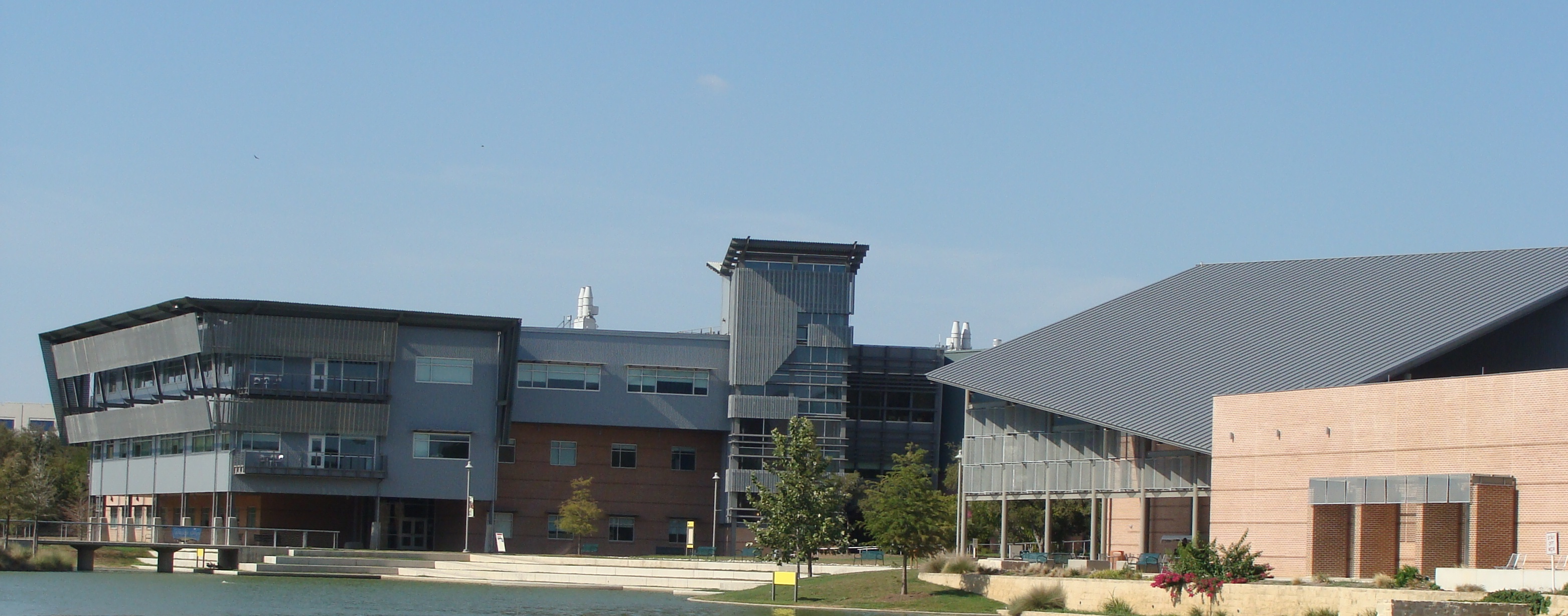
تالار لایو اوک، دانشکده علوم
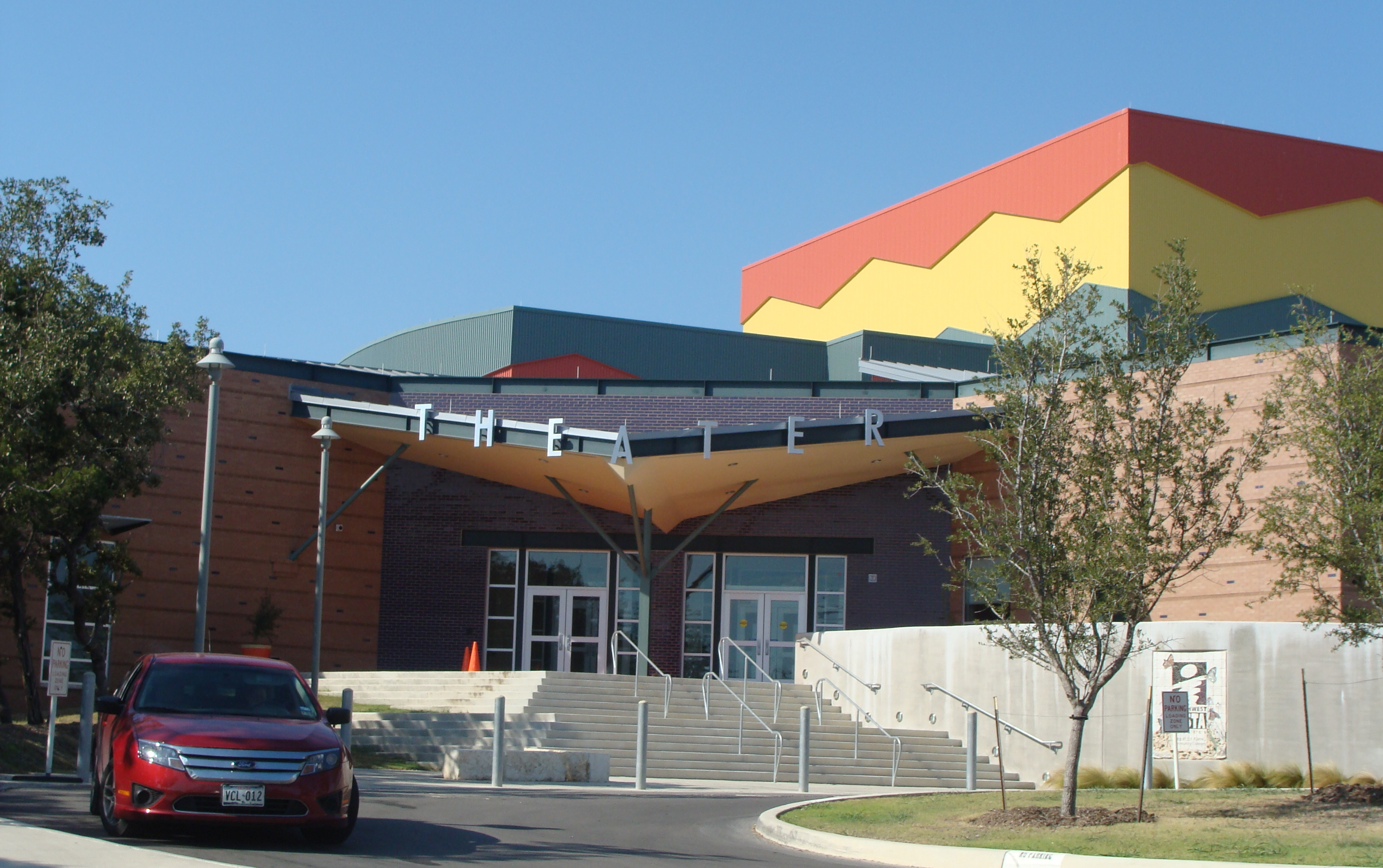
آمفی تئاتر و مرکز هنرهای پالمتو